# Marta Podulka
Marta Podulka (ur. 12 lutego 1985) – polska piosenkarka i kompozytorka, związana z poznańskim zespołem 7sekund.

## Życiorys

### Wczesne lata
Pochodzi z Brzozowa na Podkarpaciu.
Ukończyła Państwową Szkołę Muzycznę im. Wandy Kossakowej w Sanoku. Z wykształcenia jest flecistką. Ukończyła studia na Akademii Muzycznej im. Ignacego Jana Paderewskiego. Studiowała także w Wyższej Szkole Bezpieczeństwa w Poznaniu. 

### Kariera
W latach 1998–2002 była wokalistką prog rockowego zespołu Dilema.
W 2011 wystąpiła w czwartej edycji programu TVN Mam talent!. Dotarła do finału, w którym zajęła trzecie miejsce, wykonując utwór „Tomorrow Never Dies” z filmu Jutro nie umiera nigdy. Wcześniej wystąpiła w pierwszej edycji programu X Factor.
W 2013 wystąpiła na 50. Festiwalu Piosenki Polskiej w Opolu w koncercie SuperDebiuty, gdzie walcząc o nagrodę im. Anny Jantar wykonała utwór Maryli Rodowicz „Dobranoc panowie”. W 2014 wystąpiła na festiwalu TOPtrendy podczas koncertu Największe Przeboje Roku, gdzie wykonała piosenkę „Nieodkryty ląd”. Ten sam utwór wykonała na trasie koncertowej Lato Zet i Dwójki 2015.
30 października 2015 wydała swój debiutancki album studyjny, zatytułowany Nie przeszkadzać, którego materiał zaprezentowała premierowo podczas koncertu w Nowej Gazowni w Poznaniu. Tego samego dnia opublikowano teledysk do utworu „Jest pięknie”.

## Dyskografia

### Albumy studyjne
| Tytuł            | Dane dot. albumu                                                                                            |
| ---------------- | --- |
| Nie przeszkadzać | - Wydany: 30 października 2015 - Wytwórnia: Sony Music Entertainment Poland - Formaty: CD, digital download |

### Single
| Rok                            | Tytuł                  | Najwyższa pozycja na liście | Najwyższa pozycja na liście | Najwyższa pozycja na liście | Najwyższa pozycja na liście | Najwyższa pozycja na liście | Album            |
| Rok                            | Tytuł                  | POL (airplay)               | POL (airplay nowości)       | RMF                         | SLiP                        | WiR                         | Album            |
| ------------------------------ | ---------------------- | --------------------------- | --------------------------- | --------------------------- | --------------------------- | --------------------------- | ---------------- |
| 2012                           | „Cisza niech odejdzie” | –                           | –                           | –                           | –                           | –                           | –                |
| 2013                           | „Na planie”            | –                           | –                           | –                           | –                           | –                           | –                |
| 2013                           | „Nieodkryty ląd”       | –                           | –                           | 1                           | 50                          | –                           | –                |
| 2014                           | „Mocna”                | –                           | 3                           | 2                           | 16                          | –                           | Young Stars      |
| 2014                           | „Nie przeszkadzać”     | 9                           | 1                           | 2                           | 16                          | –                           | Nie przeszkadzać |
| 2014                           | „Ludzkim głosem”       | 87                          | 4                           | –                           | –                           | –                           | –                |
| 2015                           | „Jest pięknie”         | –                           | –                           | –                           | –                           | 1                           | Nie przeszkadzać |
| 2016                           | „Słony”                | –                           | –                           | –                           | –                           | –                           | Nie przeszkadzać |
| 2016                           | „Za mało snu”          | –                           | –                           | –                           | –                           | –                           | Nie przeszkadzać |
| „–” pozycja nie była notowana. |                        |                             |                             |                             |                             |                             |                  |